# Joanne Winter
Joanne Winter detta Jo (Chicago, 24 novembre 1924 – Scottsdale, 22 settembre 1996) è stata una giocatrice di baseball statunitense di ruolo lanciatore nella All-American Girls Professional Baseball League (AAGPBL).
È stata introdotta nella National Women's Baseball Hall of Fame nel 2005.

## Biografia
Nata a Chicago da una famiglia di origini scozzesi e tedesche, durante gli studi alla Proviso Township High School cominciò a praticare molti sport, infatti giocò a calcio, pallavolo, pallamano e anche nuoto. All'età di undici anni cominciò a praticare softball e ginnastica nella palestra dell'ex giocatore e arbitro della Major League Baseball Jocko Conlan.
All'età di 15 anni lasciò la scuola per giocare a softball a livello professionistico, poi a 18 anni si interessò al progetto di Philip K. Wrigley di creare una lega di baseball femminile.
Quindi nel 1943 entrò nelle Racine Belles, squadra del All-American Girls Professional Baseball League (AAGPBL) dove rimase sette stagioni e vinse due titoli oltre ad inserita per tre volte nell'All-Star.
Dopo aver lasciato il baseball si trasferì in Arizona dove cominciò a giocare a golf e vinse quattro volte il campionato femminile dello Stato e nel 1962 entrò tra i professionisti, la Ladies Professional Golf Association con cui giocò 25 tornei in tre anni, ma poi dovette lasciare a causa dei postumi di un incidente stradale. Nel 1965 cominciò quindi la carriera di istruttrice di golf alle ragazze del Scottsdale Community College e dell'Arizona State University che continuò fino alla fine degli anni ottanta.
Morì a Scottsdale nel 1996 a 71 anni d'età.

## Palmarès

### Club
- All-American Girls Professional Baseball League: 2

Racine Belles: 1943, 1946

### Individuale
- All-Star: 3

1946, 1947, 1948